# ヴァンシーの戦い

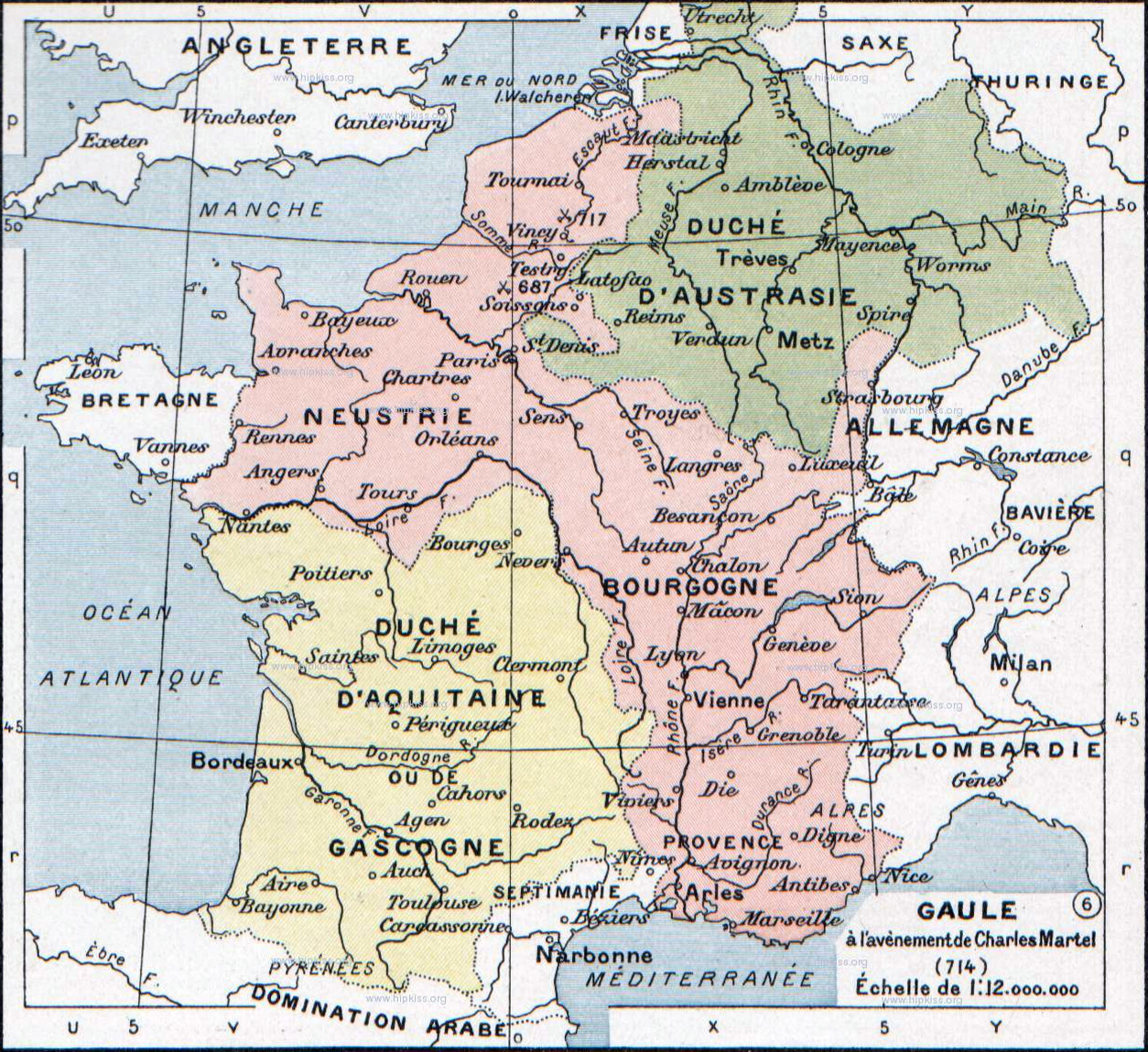
当時のフランク王国

ヴァンシーの戦い（ヴァンシーのたたかい、フランス語: Bataille de Vinchy、現在のレ・ルー＝ドヴィグレ（Les Rues-des-Vignes）にあたる）は、717年3月21日にフランク王国で起こった戦い。715年から718年にかけて、現在のノール県にあるカンブレーの近くで行われたフランク王国内戦の戦いの1つである。一方はアウストラシア宮宰カール・マルテルとアウストラシア人、もう一方はフランク王キルペリク2世とラガンフリドの間で争われた。
716年のアンブレーヴの戦いの後、キルペリクとラガンフリドは敗れてネウストリアに戻ってきた。カール・マルテルは、一度に彼らを追いかけるのではなく、以降の人生で繰り返しカール・マルテルが使うことになる戦術をここでも使用した。カール・マルテルはより多くの兵を集めて準備する時間をとってから、本格的に降下した。翌年の春、マルテルはネウストリア軍と対峙できるだけの支持を集めていた。
マルテルは、自身の選んだ場所と時間で、キルペリクらを挑発して戦わせた。マルテルはやがて彼らを追いかけ、717年3月21日にヴァンシーで大打撃を与えた。マルテルは、逃げるキルペリクたちをパリまで追いかけた。キルペリクはアキテーヌ公ウードのもとまで逃れた。
この成功を受けて、マルテルはキルペリクに対抗してクロタール4世をアウストラシアの王として宣言し、ランスの司教リゴベールを退けてミロという人物に交代させた。敗れたキルペリク2世とラガンフリドは、この戦いで実質的に破滅した。